# Cúp quốc gia Wales 1880–81

## Vòng Một
| Shrewsbury Engineers | 0 – 11 | Newtown White Star |  |

|  |  |  |  |

| Llanidloes | 5 – 0 | Oswestry |  |

|  |  |  |  |

| Dolgellau Idris | 0 – 1 | Ruthin |  |

|  |  |  |  |

| Druids | 3 – 1 | Llangollen |  |

|              |        |  | \| Sân vận động \| Ruabon \| |
| Sân vận động | Ruabon |  |                              |

| Sân vận động | Ruabon |

| Northwich Victoria | 3 – 0 | Wrexham Grosvenor |  |

|  |  |  |  |

| Mold | 0 – 12 | Wrexham |  |

|  |  |  |  |

| Civil Service Wrexham | 3 – 1 | Gwersyllt Foresters |  |

|  |  |  |  |

Nguồn: Welsh Football Data Archive
a.e.t. = sau hiệp phụ; agg. = tổng tỉ số; pen. = quyết định bằng luân lưu.

Chirk đi thẳng vào vòng tiếp theo..
1Trận đấu đầu tiên bị Newtown WS phản đối vì tính thích hợp của trọng tài. Shrewsbury Engineers đã thắng trận đầu tiên 1-0.
2Một bàn thắng của Wrexham bị từ chối

## Vòng Hai
| Ruthin | 1 – 11 | Druids |  |

|  |  |  |  |

| Newtown White Star | 2 – 1 | Wrexham |  |

|              |                                   |  | \| Sân vận động \| Rhosddu Recreation Ground Wrexham \| |
| Sân vận động | Rhosddu Recreation Ground Wrexham |  |                                                         |

| Sân vận động | Rhosddu Recreation Ground Wrexham |

| Llanidloes | 0 – 1 | Civil Service Wrexham |  |

|  |  |  |  |

| Northwich Victoria | 2 – 1 | Chirk |  |

|  |  |  |  |

Nguồn: Welsh Football Data Archive
a.e.t. = sau hiệp phụ; agg. = tổng tỉ số; pen. = quyết định bằng luân lưu.

1Ruthin rút lui trước khi diễn ra trận đá lại.

## Bán kết
| Druids | 3 – 0 | Northwich Victoria |  |

|              |                            |  | \| Sân vận động \| Racecourse Grounds Wrexham \| |
| Sân vận động | Racecourse Grounds Wrexham |  |                                                  |

| Sân vận động | Racecourse Grounds Wrexham |

| Newtown White Star | 2 – 0 | Llanidloes |  |

|              |                                   |  | \| Sân vận động \| Rhosddu Recreation Ground Wrexham \| |
| Sân vận động | Rhosddu Recreation Ground Wrexham |  |                                                         |

| Sân vận động | Rhosddu Recreation Ground Wrexham |

Nguồn: Welsh Football Data Archive
a.e.t. = sau hiệp phụ; agg. = tổng tỉ số; pen. = quyết định bằng luân lưu.

## Chung kết
| Druids            | 2 – 0 | Newtown White Star |
| ----------------- | ----- | ------------------ |
| J Vaughan 27' 72' |       |                    |

| Druids | Newtown White Star |